# International Conference on Robotics and Automation
Die International Conference on Robotics and Automation (kurz ICRA) ist eine internationale Konferenz zum Thema Automatisierung und Robotik. Sie wird veranstaltet von der IEEE Robotics and Automation Society. Die ICRA zählt neben der IROS zu den wichtigsten Konferenzen in der Robotik.

Sie findet seit 1984 regelmäßig jährlich an wechselnden Orten im Frühjahr oder Sommer statt.
Im Jahr 2021 wird sie im chinesischen Xi’an abgehalten.

## Austragungsorte
- 2021: Xi’an, China (Hybrid Event)[3]
- 2022: Philadelphia (PA), USA[3]
- 2023: London, United Kingdom[3]
- 2024: Yokohama, Japan[3]
- 2025: Atlanta (GA), USA[3]

## Veröffentlichungen
Die Konferenzberichte werden u. a. in den Proceedings (ZDB-ID 1043499-9) und als Monografien veröffentlicht.